# Зеда-Махунцеті
Зеда-Махунцеті (груз. ზედა მახუნცეთი) — село в Грузії.
За даними перепису населення 2014 року в селі проживає 203 особи.